# Ice-Pick Lodge
Ice-Pick Lodge – studio produkujące gry komputerowe założone w 2002 roku, mające swoją siedzibę w Moskwie.

## Skład osobowy
- Mikołaj Dybowski – założyciel studia, CEO, główny projektant gier i scenarzysta.
- Airat Zakirow – główny programista AI, menedżer projektów.
- Peter Potapow – dyrektor artystyczny.
- Aleksiej Bakhwalow – główny programista silnika gry.
- Igor Pokrowski – projektant poziomów i twórca tekstur, beta-tester, deweloper.
- Vasilij Kashnikow – kompozytor.
- Aleksander Jukow – projektant postaci.
- Aleksiej Luchin – programista, tłumacz, menedżer społeczności, deweloper.

## Gry wyprodukowane przez studio
- Pathologic (2005) – gra otrzymała nagrodę jako „Najbardziej Niestandardowa Gra” na Russian Game Developers Conference w 2005 roku[1]
- Tension (2008) – gra otrzymała nagrodę jako „Najbardziej Niestandardowa Gra” na Russian Game Developers Conference w 2007 roku[2]
- Cargo! – The Quest for Gravity (2011)
- Knock-knock (2013)
- Pathologic 2 (2019)